# Antillocladius ubatuba
Antillocladius ubatuba är en tvåvingeart som beskrevs av Mendes, Andersen och Ole Anton Saether 2004. Antillocladius ubatuba ingår i släktet Antillocladius och familjen fjädermyggor. Inga underarter finns listade i Catalogue of Life.